# Atrofia muscolare progressiva
L'atrofia muscolare progressiva, detta anche atrofia muscolare di Duchenne-Aran o malattia di Duchenne-Aran, nota anche con l'acronimo AMP o in inglese PMA (Progressive muscular atrophy), è una malattia neurologica configurabile attualmente quale rara forma di malattia del motoneurone (Motor neurone disease, MND), considerata talvolta relativa o collegata alla sclerosi laterale amiotrofica. La PMA colpisce solo il 2° motoneurone, lasciando intatto il 1°.
Pur essendo stata considerata, probabilmente in modo erroneo, soltanto una variante clinica o una sintomatologia della SLA (la più comune forma di malattia del motoneurone), se ne differenzia, oltre che per alcuni aspetti sintomatologici, per una sopravvivenza superiore ai dieci anni, considerata invece il limite massimo della SLA (anche se ci sono casi rari di sopravvivenza alla SLA fino a 20 anni). Con adeguato supporto medico e infermieristico, il malato di PMA può vivere invece anche più di 30-40 anni dalla diagnosi.
Il fisico Stephen Hawking aveva superato i 50 anni di sopravvivenza alla diagnosi, fatta nel 1963. Molti medici che lo hanno curato e analizzato il suo caso sostengono comunque che Hawking abbia avuto una forma di SLA ad esordio giovanile, meno virulenta, e non l'AMP.

## Caratteristiche
La PMA è simile ad altre malattie del motoneurone, per eziologia (in gran parte sconosciuta), sintomatologia e trattamento.
Provoca, come detto dal nome, una lenta atrofia muscolare, che colpisce la muscolatura volontaria (tranne gli occhi) e la muscolatura respiratoria, a causa del danno ai mitocondri dei motoneuroni del tronco encefalico (che muoiono), e della seguente mancanza di impulsi motori e nutrimento del tessuto muscolare.

## Differenze con la SLA
In contrasto con la SLA, l'AMP si distingue per l'assenza di:
- Riflessi vivaci
- Spasticità
- Segno di Babinski
- Labilità emotiva
- Progressione rapida
- Lesione del neurone motorio superiore (colpisce solo il neurone motorio inferiore)

## Casi clinici celebri
La AMP è nota al grande pubblico per essere stata la malattia del celebre fisico britannico Stephen Hawking. Si va ormai allontanando l'idea che Hawking, il più famoso personaggio affetto da malattia del motoneurone, fosse stato, come creduto per lungo tempo, affetto da SLA, in quanto la malattia, diagnosticata nel 1963, avrebbe una durata abnormemente lunga, assolutamente inusuale per le sue caratteristiche. Va invece appunto prendendo corpo l'ipotesi che la sua malattia effettiva fosse la meno fatale atrofia muscolare progressiva. Tale affermazione è però stata contestata da molti medici e dallo stesso Hawking.